# Гельстед, Отто
Эйнар Отто Гельстед (дат. Einar Otto Gelsted; настоящие имя и фамилия Эйнар Еппесен, Йепперсен, Jeppesen; 4 ноября 1888, Миддельфарт — 22 декабря 1968, Копенгаген) — датский поэт, писатель, переводчик, литературный критик и журналист. Член Коммунистической партии Дании с 1929 года.

## Биография
Отто Гельстед был сыном торговца из Миддельфарта Педера Йеппесена и Мари Ларсен. Крещённый 20 января 1889, он был воспитан католиком, но отошёл от этого, обратился к культурно радикальным кругам и подружился, в частности, с Поулем Хеннингсеном. В юности увлёкся философией и эстетикой левого экспрессионизма (трактат «Экспрессионизм», 1919).
Он был сотрудником собственного журнала Kritisk Revy в 1926—1928, с 1936 года был работал с Arbejderbladet, а затем с Politiken и Extra Bladet. После войны он был связан с Land og Folk. Во время немецкой оккупации Гельстед бежал в Швецию, где писал «эмигрантские стихи». Написанные в изгнании и вышедшие в 1945 году «Стихи эмигранта» полны ненависти к гитлеровским оккупантам и восхищения борцами Сопротивления. Его стихотворение «Тёмные птицы» (De mørke fugle), родившееся в день захвата страны нацистами 9 апреля 1940 года вызвало резонанс и стало неофициальным национальным гимном.
Его литературная деятельность распадается на три этапа: Первый — с момента выхода в 1920 году его дебютного сборник стихов «Вечные вещи» (De evige ting). С появлением в 1931 году цикла стихотворений «К свету» важную роль в его творчестве играет антифашистская тематика. Разумется, она продолжилась и во время Второй мировой войны, когда он, как и Нурдаль Григ, писал мобилизационные и патриотические стихи. В сборниках «Годы свободы» (1947), «Встань и зажги свет» (1948), «Песни дней холодной войны» (1952), «Смерть в ванной» (1955) и других Гельстед предостерегает от возрождения нацизма. Автор сборника статей «Здравствуй, жизнь» (1958), сборника стихов «Никогда ещё день не был так светел» (1959).
В поздние годы возобновил свой интерес к греческому языку и культуре и в 1954 и 1955 годах опубликовал переработанные поэмы Гомера «Одиссея» и «Илиада». Греции посвящён его сборник «Стихи Солнечного Берега» (1961). В начале 1996 года в архиве Ганса Райтцельса Форлага была найдена незаконченная рукопись его датского перевода римского поэта Катулла. Отто Гельстед осуществил его между 1958 и 1968 годами, а завершил и опубликовал в 1997 году Эрик Барфёд.
Отто Гельстед похоронен на кладбище Ордруп.